# پسران فراتر از گل‌ها (مانگا)
پسران فراتر از گل‌ها (انگلیسی: Boys Over Flowers) یک مجموعه مانگای ژاپنی ( به انگلیسی: Boys Over Flowers; Dumplings یا Over Flowers; Meteor Garden) به نویسندگی و تصویرگری یوکو کامیو است. 
این اثر از اکتبر ۱۹۹۲ تا ژانویه ۲۰۰۴ در مجله مارگارتِ شوئیشا به صورت سریالی منتشر شد و با فروش بالای ۶۱ میلیون نسخه، جزو لیست پرفروش ترین مانگا های ژاپن قرار گرفت. تاکنون اقتباس های زیادی در رسانه‌های مختلف و کشور های گوناگون از این مانگا صورت گرفته است که از جمله آنها می‌توان به سریال کره‌ای پسران برتر از گل اشاره کرد.
 داستان در آکادمی خیالی ایتوکو، مدرسه‌ای ویژه برای خانواده‌های ثروتمند، اتفاق می‌افتد که روایتگر زندگی تسوکوشی ماکینو، دختری از یک خانواده طبقه متوسط است که مادرش او را در این دبیرستان ثبت‌نام کرده تا با خانواده‌های شرکت شوهرش رقابت کند. تسوکوشی در طول تحصیلش در ایتوکو با «F4»، گروهی از چهار پسر که فرزندان ثروتمندترین خانواده‌های ژاپن هستند روبه‌رو می‌شود که هر کسی که سر راهشان قرار گیرد را اذیت و قلدری می‌کنند.